# 比斯米拉·汗·穆罕默迪
比斯米拉·汗·穆罕默迪（波斯語：بسم‌الله خان محمدی，1961年—），塔吉克族，阿富汗政治、軍事人物。2002年至2010年和他擔任阿富汗國民軍參謀長，2010年至2012年擔任內政部長，2021年6月19日擔任國防部長。他有反塔利班背景，曾在艾哈邁德·沙阿·馬蘇德手下擔任高級指揮官。2021年8月塔利班攻佔喀布爾後，他成為潘傑希爾抵抗勢力的領袖之一。

## 早年
比斯米拉在1961年出生在阿富汗的潘杰希爾省，他是潘杰希爾山谷的塔吉克人甘蘇丁（Ghausuddin）的兒子。從阿布哈尼法神學院14年級畢業後，他就讀於喀布爾軍事大學。他是前阿富汗人民民主黨旗幟派成員，但在蘇聯入侵阿富汗後，他與抵抗蘇聯的游擊隊指揮官艾哈邁德·沙阿·馬蘇德結盟。當塔利班在1996年控制了阿富汗大部分地區建立阿富汗伊斯蘭酋長國，比斯米拉曾擔任反塔利班的北方聯盟的國防部副部長。他是艾哈邁德·沙阿·馬蘇德領導的反塔利班抵抗聯合陣線（北方聯盟）的高級指揮官。在2001年的911襲擊以及隨後塔利班政權在北方聯盟部隊和美國空軍的打擊下垮台之後，比斯米拉汗被任命為喀布爾警察部隊的指揮官，並成為喀布爾安全委員會的成員。在此期間，喀布爾的安全局勢好於阿富汗其他地區。2002年，比斯米拉成為阿富汗國民軍的參謀長，他擔任直到2010年後。

## 内政部長
2010年6月，比斯米拉被總統哈米德卡爾扎伊從陸軍參謀長一職轉為內政部長一職。作為內政部長，穆罕默迪大聲譴責阿富汗安全部隊內部的種族暴亂，並呼籲阿富汗各族群為了國家和伊斯蘭教的利益走到一起。通過在阿富汗國家警察中強調民族團結和伊斯蘭道德，他能夠讓不同身份的警官一起工作，阻止他們偷竊物資，並說服他們防止他們的人搶劫和毆打平民，就像他在次能夠在阿富汗國民軍中做到。

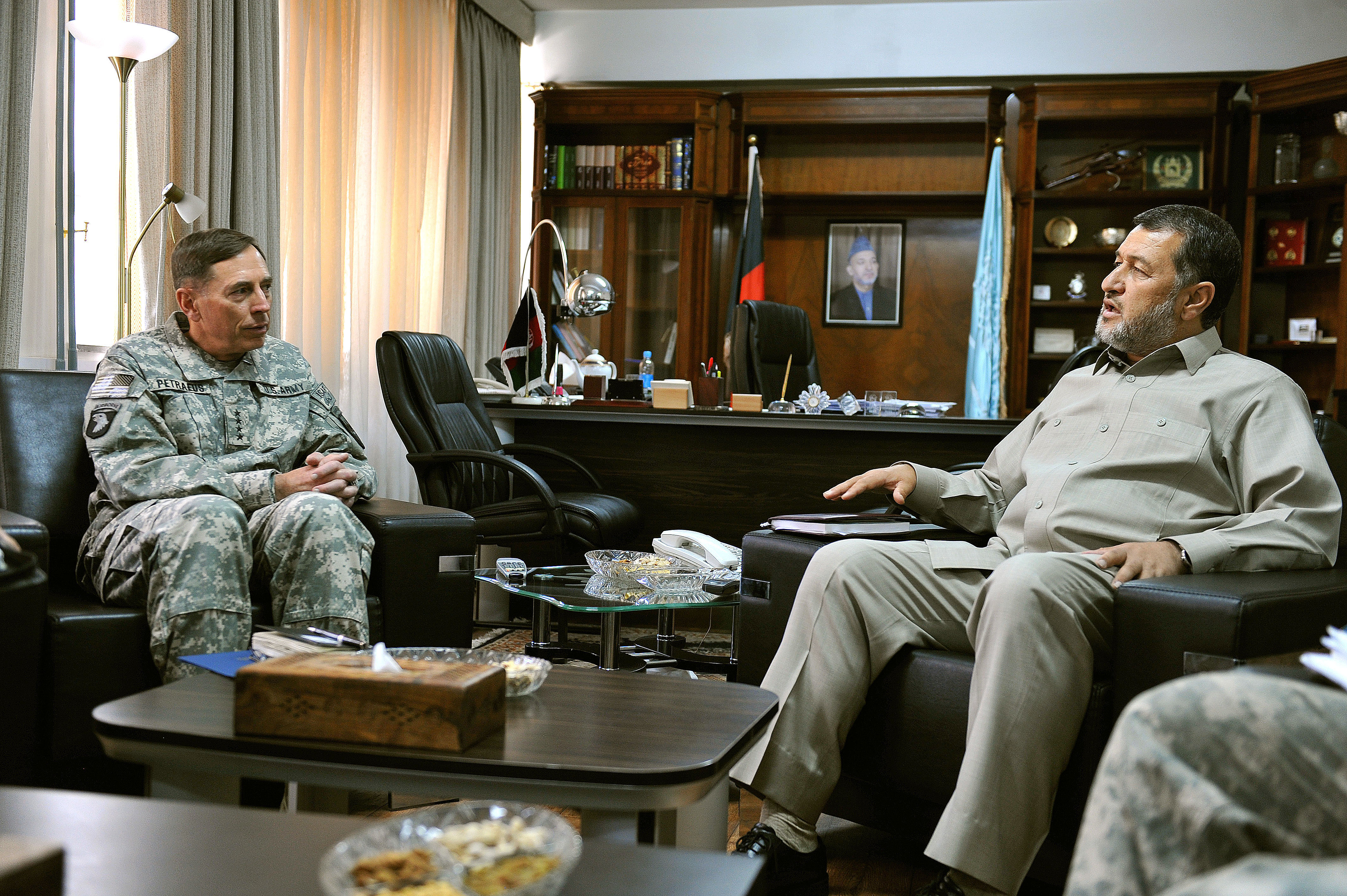
比斯米拉·穆罕默迪與大衛·彼得雷烏斯

## 國防部長
儘管喀布爾於2021年8月被塔利班攻陷，比斯米拉就任民族抵抗阵线的領導人之一，並公開呼籲逮捕前總統阿什拉夫·加尼，指控他“出賣我們的祖國”。塔利班攻陷潘杰希尔之后，他逃往塔吉克斯坦，并获得庇护。